# Wings de Cincinnati
Les Capitols d'Indianapolis, renommés les Wings de Cincinnati suivant un déménagement en cours de saison, sont une franchise de hockey sur glace professionnel ayant évolué au sein de la Ligue centrale de hockey professionnel au cours de la saison 1963-1964.

## Historique

Logo des Capitols d'Indianapolis.

Créés en 1963, les Capitols d'Indianapolis sont l'une des franchises fondatrices de la Ligue centrale de hockey, une ligue mineure de développement mis en place par la Ligue nationale de hockey. Les Capitols sont alors affiliés aux Red Wings de Détroit. Le nom du nouveau club fait référence aux Capitals d'Indianapolis, une franchise de la Ligue américaine de hockey de 1939 à 1952 et qui était également un club-école de Détroit. Indianapolis joue son premier match le 9 octobre à domicile au Indianapolis Fairground Coliseum, une défaite 2-1 face aux Knights d'Omaha. Trois jours plus tard, l'équipe enregistre sa première victoire lors de la visite programmée des Braves de Saint-Louis. Alors sous le coup de poursuites judiciaires pour impayés datant de l'époque quand il était le propriétaire de l'équipe locale en LAH, Arthur Wirtz déclare craindre de voir l'équipement de sa nouvelle équipe confisquer. En l'absence des Braves, les Capitols sont alors récompensés d'un succès sur forfait 1-0. Indianapolis enchaine ensuite quatre défaites concutives avant de remporter son premier point sur la glace grâce à un score nul lors de la venue de Saint-Louis le 26 octobre, les problèmes de Wirtz ayant entre-temps été réglés. Cette rencontre prouvera être la dernière jouée par l'équipe au Coliseum.
Le 31 octobre, alors que les Capitols se préparent pour une série de matchs à l'extérieur, une tragédie frappe la patinoire au cours d'un spectacle de patinage artistique. Une fuite de gaz provoque une explosion causant la mort de 73 personnes. Les dégâts matériels sont tels que le Coliseum est rendu inutilisable pour le futur proche. Le bail entre le club et les gérants de l'infrastructure est alors rompu à l'amiable. Plusieurs options pour accueillir les Capitols sont alors envisagées. Jim Browitt propose le Freedom Hall de Louisville, dans le Kentucky, tandis que Conn Smythe offre le Maple Leaf Gardens de Toronto pour des rencontres programmées le dimanche. Finalement, le choix va pour le Gardens de Cincinnati, dans l'Ohio. Les Capitols jouent deux rencontres supplémentaires avant de changer de nom et devenir les Wings de Cincinnati. Finalement, Indianapolis compte une victoire pour sept défaites et un nul au cours de son seul mois de compétition. La faible affluence de spectateurs à domicile encourage également les Red Wings à confirmer que l'équipe ne reviendra pas une fois le Coliseum réparé.
Après deux parties disputées à l'extérieur sous ses nouvelles couleurs, l'équipe joue sa première rencontre dans sa nouvelle patinoire le 14 novembre, une défaite 6-2 face à Saint-Louis. Les Wings restent compétitifs jusqu'à Noël avant de s'écrouler. Finalement, l'équipe termine dernière sur 5 équipes avec un bilan de 12 victoires, 53 défaites et 7 parties nulles, les plus mauvaises attaque et défense de la ligue et moitié moins de points que l'équipe classée quatrième. Comme à Indianapolis, le club échoue a attiré les spectateurs. La franchise est alors une nouvelle fois déménagée en vue de la saison 1964-1965 pour le Tennessee où elle devient les Wings de Memphis.

## Statistiques
| Saison    | PJ | V  | D  | N | % V  | BP  | BC  | Pts | Classement     | Séries éliminatoires | Entraîneur   |
| --------- | -- | -- | -- | - | ---- | --- | --- | --- | -------------- | -------------------- | ------------ |
| 1963-1964 | 72 | 12 | 53 | 7 | 21,5 | 207 | 394 | 31  | 5e de la ligue | Non qualifié         | Tony Leswick |

## Joueurs
36 joueurs portent les couleurs de l'équipe au cours de son unique saison. Howie Menard et Wayne Muloin sont ceux qui disputent le plus de rencontres avec 69 apparitions lors des 72 parties jouées par la franchise. Menard est également le joueur le plus offensif de l'effectif avec 25 buts et  37 aides pour un total de 62 points inscrits tandis que Muloin est celui le plus pénalisé avec 169 minutes reçues, le troisième total de la ligue au cours de la saison 1963-1964. Quatre gardiens de but font partie de l'effectif, le plus usité étant Robert Champoux.
Tony Leswick est le seul entraîneur-chef de l'équipe.
| Nom                   | Pos | PJ | B  | A  | Pts | Pun | Saison(s) |
| --------------------- | --- | -- | -- | -- | --- | --- | --------- |
| Hank Bassen           | G   | 7  | 0  | 0  | 0   | 12  | 1963-1964 |
| Norm Beaudin          | AD  | 54 | 19 | 30 | 49  | 14  | 1963-1964 |
| Bryan Campbell        | C   | 5  | 1  | 3  | 4   | 2   | 1963-1964 |
| Robert Champoux       | G   | 60 | 0  | 0  | 0   | 0   | 1963-1964 |
| Don Chiz (en)         | AG  | 58 | 21 | 26 | 47  | 12  | 1963-1964 |
| Robert Cox            | C   | 67 | 16 | 31 | 47  | 98  | 1963-1964 |
| Joe Daley             | G   | 1  | 0  | 0  | 0   | 0   | 1963-1964 |
| Alex Faulkner (en)    | C   | 11 | 4  | 8  | 12  | 6   | 1963-1964 |
| JackFaulkner          | AG  | 3  | 0  | 1  | 1   | 0   | 1963-1964 |
| Sid Finney            | C   | 13 | 3  | 3  | 6   | 4   | 1963-1964 |
| Harrison Gray (en)    | G   | 3  | 0  | 0  | 0   | 0   | 1963-1964 |
| Ron Harris            | D   | 66 | 4  | 21 | 25  | 129 | 1963-1964 |
| Earl Ash (en)         | AG  | 2  | 0  | 0  | 0   | 6   | 1963-1964 |
| Frank Hincks          | AD  | 63 | 10 | 23 | 33  | 8   | 1963-1964 |
| Dennis Kassian (en)   | AG  | 45 | 12 | 18 | 30  | 16  | 1963-1964 |
| Roger Lafreniere (en) | D   | 66 | 3  | 24 | 27  | 112 | 1963-1964 |
| Ken Laufman           | C   | 55 | 19 | 27 | 46  | 6   | 1963-1964 |
| Ron Leopold (en)      | AD  | 20 | 3  | 9  | 12  | 16  | 1963-1964 |
| Nick Libett           | AG  | 3  | 0  | 2  | 2   | 0   | 1963-1964 |
| Bert Marshall (en)    | D   | 1  | 0  | 0  | 0   | 0   | 1963-1964 |
| Jack McIntyre (en)    | AG  | 12 | 0  | 4  | 4   | 12  | 1963-1964 |
| Howie Menard (en)     | C   | 69 | 25 | 37 | 62  | 75  | 1963-1964 |
| Doug Messier (en)     | D   | 16 | 2  | 5  | 7   | 34  | 1963-1964 |
| Max Mestinsek (en)    | AD  | 1  | 0  | 1  | 1   | 0   | 1963-1964 |
| Bill Mitchell (en)    | D   | 2  | 0  | 0  | 0   | 0   | 1963-1964 |
| Wayne Muloin (en)     | D   | 69 | 4  | 11 | 15  | 169 | 1963-1964 |
| Stuart Paul           | C   | 1  | 0  | 1  | 1   | 5   | 1963-1964 |
| Jimmy Peters (en)     | C   | 5  | 3  | 0  | 3   | 0   | 1963-1964 |
| Dennis Rathwell (en)  | AG  | 29 | 9  | 8  | 17  | 26  | 1963-1964 |
| Barrie Ross (en)      | C   | 22 | 12 | 14 | 26  | 8   | 1963-1964 |
| Ray Ross (en)         | C   | 44 | 15 | 15 | 30  | 21  | 1963-1964 |
| Pete Shearer (en)     | C   | 49 | 9  | 9  | 18  | 26  | 1963-1964 |
| Irv Spencer           | D   | 23 | 3  | 8  | 11  | 34  | 1963-1964 |
| Bob Wall              | D   | 59 | 10 | 20 | 30  | 16  | 1963-1964 |
| Jim Watson (en)       | D   | 61 | 2  | 5  | 7   | 36  | 1963-1964 |